# Тайра (Техас)
Тайра (англ. Tira) — місто (англ. town) в США, в окрузі Гопкінс штату Техас. Населення — 319 осіб (2020).

## Географія
Тайра розташована за координатами 33°19′45″ пн. ш. 95°32′10″ зх. д. / 33.32917° пн. ш. 95.53611° зх. д. (33.329101, -95.536066).  За даними Бюро перепису населення США в 2010 році місто мало площу 3,73 км², з яких 3,67 км² — суходіл та 0,06 км² — водойми.

## Демографія
Згідно з переписом 2010 року, у місті мешкало 297 осіб у 122 домогосподарствах у складі 84 родин. Густота населення становила 80 осіб/км².  Було 143 помешкання (38/км²).
Расовий склад населення:
| - 95,6 % — білих - 0,3 % — корінних американців - 2,7 % — осіб інших рас |

До двох чи більше рас належало 1,3 %. Частка іспаномовних становила 6,1 % від усіх жителів.
За віковим діапазоном населення розподілялося таким чином: 23,9 % — особи молодші 18 років, 57,9 % — особи у віці 18—64 років, 18,2 % — особи у віці 65 років та старші. Медіана віку мешканця становила 43,8 року. На 100 осіб жіночої статі у місті припадало 98,0 чоловіків;  на 100 жінок у віці від 18 років та старших — 82,3 чоловіків також старших 18 років.
Середній дохід на одне домашнє господарство  становив 53 934 долари США (медіана — 51 667), а середній дохід на одну сім'ю — 61 533 долари (медіана — 55 469). За межею бідності перебувало 8,0 % осіб, у тому числі 6,3 % дітей у віці до 18 років та 19,7 % осіб у віці 65 років та старших.
Цивільне працевлаштоване населення становило 111 осіб. Основні галузі зайнятості: освіта, охорона здоров'я та соціальна допомога — 18,0 %, виробництво — 13,5 %, сільське господарство, лісництво, риболовля — 13,5 %.